# Alleucosma duvivieri
Alleucosma duvivieri är en skalbaggsart som beskrevs av Neervoort Van De Poll 1890. Alleucosma duvivieri ingår i släktet Alleucosma och familjen Cetoniidae. Inga underarter finns listade i Catalogue of Life.